# Хари Браун
„Хари Браун“ (на английски: Harry Brown) е британски криминален екшън трилър филм от 2009 г. на режисьора Даниъл Барбър. Премиерата е на 12 септември 2009 г. на кинофестивала в Торонто, а по кината във Великобритания филмът излиза на 11 ноември 2009 г.

## Актьорски състав
- Майкъл Кейн – Хари Браун
- Емили Мортимър – Алис Фрамптън
- Чарли Крийд-Майлс – Тери Хикок
- Дейвид Брадли – Лен Атуел
- Plan B – Ноел Уинтърс
- Шон Харис – Стреч
- Джак О'Конъл – Марки
- Джейми Дауни – Карл
- Лий Оукс – Дийн
- Джо Гилгън – Кени
- Лиъм Кънингам – Сид
- Иън Глен – Чайлдс
- Клариса Клейтън – Шарън

## Награди и номинации
| Категория                 | Номиниран(и)              | Резултат                  |
| Емпайър (28 март 2010 г.) | Емпайър (28 март 2010 г.) | Емпайър (28 март 2010 г.) |
| ------------------------- | ------------------------- | ------------------------- |
| Най-добър британски филм  | Най-добър британски филм  | награда                   |
| Най-добър трилър филм     | Най-добър трилър филм     | номинация                 |
| Най-добър актьор          | Майкъл Кейн               | номинация                 |